# Walter Vogt
Walter Vogt, né le 31 juillet 1927 à Zurich et mort le 21 septembre 1988 à Muri bei Bern, est un écrivain et psychiatre suisse.

## Biographie
Après ses études de médecine à l'Université de Zurich qu'il acheva en 1956, Walter Vogt travailla pendant des années comme radiologue dans un hôpital de la ville de Berne. À la fin des années 1960 il suivit une formation de psychiatre. Ensuite il ouvrit un cabinet à Muri bei Bern où il pratiqua jusqu'à sa mort. Marié et père de trois enfants, Vogt mourut d'une insuffisance cardiaque.
Walter Vogt commença à écrire en 1961 à la suite d'une longue maladie. Ses premiers textes publiés en revue datent de 1963 et son premier livre publié, le recueil de nouvelles Husten, date de 1965. Son premier roman Wüthrich (1966), une satire grinçante et amère sur la médecine et sur le milieu hospitalier, lui valut un succès de scandale. Il en fut de même pour sa première pièce de théâtre Höhenluft créée la même année.
Un grand nombre de romans et de nouvelles de Walter Vogt ont une teinte autobiographique. Dans son roman sous forme de journal Vergessen und Erinnern (1980) il aborda le thème de son addiction à la drogue : en effet, en 1974 il dut faire une cure de désintoxication. Et dans Altern (1981) il évoqua, de façon encore assez discrète, celui de sa bisexualité. Celle-ci apparut de façon moins voilée, mais en même temps ludique, dans son dernier recueil de nouvelles Maskenzwang publié en 1985.
Walter Vogt était membre fondateur du Groupe d'Olten – il en fut son président de 1976 à 1980 – et fit partie du PEN club suisse. Les archives de Walter Vogt sont conservées aux Archives littéraires suisses à Berne.

## Œuvres
- Husten. Wahrscheinliche und unwahrscheinliche Geschichten, nouvelles, Diogenes Verlag, Zurich 1965
- Wüthrich. Selbstgespräch eines sterbenden Arztes, roman, Diogenes, Zurich 1966
- Melancholie. Die Erlebnisse des Amateur-Kriminalisten Beno von Stürler, nouvelles policières, Diogenes, Zurich 1967
- Alle irrenhäuser sind gelb. Dix poèmes, Lukianos, Berne 1967
- Der Vogel auf dem Tisch. Der Buchhandlungsgehilfe Johannes Lips will ein erwerbstätiges Leben führen, roman, Lukianos, Berne 1968
- Schizophrenie der Kunst und andere Reden. essais et discours, Arche Verlag, Zurich 1971
- Die Talpi kommen. Ein Miniroman für kluge Kinder, Gute Schriften (volume 353), Berne 1971
- Mein Sinai-Trip. Eine Laienpredigt. Arche Verlag, Zurich 1972
- Spiele der Macht. pièce télévisée, pièce de théâtre, Lenos Verlag (litprint 86), Bâle 1972
- Der Wiesbadener Kongreß, roman. Arche Verlag, Zurich 1972
- Pilatus und Faust. Deux monologues, Zytglogge Verlag, Gümligen 1972
- Klartext, poèmes, Arche Verlag, Zurich 1973
- Briefe aus Marokko, Arche Verlag, Zurich 1974
- Der Irre und sein Arzt, nouvelles, Arche Verlag, Zurich 1974
- Die roten Tiere von Tsavo, nouvelles, Arche Verlag, Zürich 1976
- Schizogorsk, roman, Arche Verlag, Zurich 1977
- Booms Ende, nouvelles, Benziger Verlag, Zurich 1979
- Vergessen und Erinnern, roman, Benziger Verlag, Zurich 1980
- Altern, roman, Benziger Verlag, Zurich 1981
- Metamorphosen, proses, Benziger Verlag, Zurich 1984
- Maskenzwang, nouvelles, Benziger Verlag, Zurich 1985
- Du bist dein Weg. méditations, Silberschnur, Melsbach 1986
- Der Garten der Frau des Mannes der Noah hieß. Choix de nouvelles 1965–1987. Préface de Kurt Marti, Benziger Verlag, Zurich 1987
- Spiegelungen. Nouvelles. Insel Verlag (IB 1096), Francfort-sur-le-Main/Leipzig 1991

### Théâtre
- Aimez-vous Gotthelf, Berne 1966
- Höhenluft, Theater am Neumarkt Zürich 1966
- Die Königin des Emmentals, Zurich 1967
- Der große Traum der Dame von Pioch-Badet, Zurich 1968
- Spiele der Macht, Berne 1971
- Faust X, Soleure 1972
- Typhos, Berne 1973
- Die Betroffenen, Theater am Neumarkt Zurich 1988
- Pilatus und andere Masken, Wabern bei Bern 1992
- Der Anruf, Theater am Neumarkt Zurich 1993

### Pièces radiophoniques/Pièces télévisées
- Vier Dialoge. Schweizer Radio DRS 2, 1969
- Spiele der Macht avec René Deltgen et Heinrich Gretler, mise en scène : Josef Scheidegger. Schweizer Fernsehen, 1970
- Inquisition. Schweizer Radio DRS 2, 1972
- Weihnachten im Herz. Schweizer Radio DRS, 1972
- Pilatus vor dem schweigenden Christus. Mise en scène : Max Peter Ammann. Schweizer Fernsehen, 1974
- Erben. Metteur en scène : Heinz Schirk. Schweizer Fernsehen, 1976
- Die Inquisition. Pièce télévisée. Mise en scène : Josef Scheidegger. Schweizer Fernsehen, 1977
- Amos. Der Prophet und sein Gott. Pièce parlée. Schweizer Radio DRS 2, 1979
- Jesaia. Pièce parlée. Schweizer Radio DRS 2, 1981
- Die Betroffenen. Sender Freies Berlin, 1991

La plupart des ouvrages de Walter Vogt ont fait l'objet d'une réédition en dix volumes entre 1991 et 1997 chez Nagel & Kimche Verlag, Zurich/Frauenfeld.

### Traductions en français
- Le Congrès de Wiesbaden, roman, traduction par Olivier Pavillon, Bertil Galland, Lausanne 1977 et Éditions L'Âge d'Homme, Poche Suisse 1988
- Immortel Wüthrich, roman, traduction par François Conod, Bernard Campiche Éditeur, 1994, et camPoche 2010
- L'Oiseau sur la table, roman, traduction par François Conod, Bernard Campiche Éditeur, 1995
- Boom, nouvelles, traduction par François Conod, Bernard Campiche Éditeur, 1998
- La Toux, nouvelles, traduction par François Conod, Bernard Campiche Éditeur, 2010
- Le Fort de mer, roman, traduction par François Conod, Bernard Campiche Éditeur, 2011
- Schizogorsk, roman, traduction de François Conod, Bernard Campiche Éditeur, 2020

## Distinctions et prix
- 1973 und 1985 Prix littéraire de la Ville de Berne
- 1980 Prix du livre de la Ville de Berne
- 1986 Grand Prix de Littérature du Canton de Berne
- 1986 Bürgerpreis der Marktgemeinde Rauris